# Jüdische Enzyklopädie von Brockhaus und Efron
Die Jüdische Enzyklopädie von Brockhaus und Efron (russisch Еврейская энциклопедия Брокгауза и Ефрона / Jewreiskaja enziklopedija Brokgausa i Jefrona, wiss. Transliteration Evrejskaja ėnciklopedija Brokgauza i Efrona; Abk. EĖBE) ist die erste im Russischen Reich erschienene Enzyklopädie, die sich nach der Definition der Enzyklopädie selbst „den Juden und ihrer Kultur in Vergangenheit und Gegenwart“ widmet.
Die Enzyklopädie wurde vom Verlag Brockhaus-Efron unter der Leitung von Ilja Jefron (englisch Ilya Efron) in 16 Bänden in den Jahren 1908–1913 herausgegeben. Sie basiert auf der Jewish Encyclopedia, die 1901–1906 in New York veröffentlicht wurde. Aktive Hilfe bei der Finanzierung und Redaktion der Enzyklopädie leisteten Baron David Günzburg und Lev Katzenelson.
An dem ganz im Zeichen des prosweschtschenije (russisch Просвещение – „Aufklärung“; d. h. der Aufklärung in russischer Sprache unter den Juden im Russischen Reich) stehenden Gemeinschaftsprojekts beteiligt waren Abraham Harkavy, Juli Gessen, Ilja Tscherikower, Simon Dubnow, Pjotr Marek, Sergei Zinberg, Samuel Lozinski und Paul Ginzburg.
In der Sowjetzeit wurde die Jüdische Enzyklopädie nicht nachgedruckt. Im Jahr 1991 führte der Terra-Verlag eine Nachdruckausgabe der Enzyklopädie durch.